# Strumaria luteoloba
Strumaria luteoloba är en amaryllisväxtart som beskrevs av Deirdré Anne Snijman. Strumaria luteoloba ingår i släktet Strumaria och familjen amaryllisväxter.
Artens utbredningsområde är Namibia. Inga underarter finns listade i Catalogue of Life.